# Autodesk 3ds Max
Autodesk 3ds Max är ett tredimensionellt vektorbaserat animations- och modelleringsprogram tillverkat av företaget Autodesk. Programmet är skapat ur föregångaren 3D Studio för DOS.
3ds Max är ett av de mest använda 3D-animationsprogrammen, bland annat för att det funnits så länge till PC, framförallt till Windows-plattformen, samt för dess kraftfulla användarmöjligeter och plugin-arkitektur. Det finns stora mängder plugins skapade till 3ds Max.

## Historia
3ds Max utvecklades av Kinetix som senare slogs ihop med Discreet. Discreet blev sedermera del av Autodesk. Från och med version 8 heter programmet Autodesk 3ds Max och går under företaget Autodesk Media & Entertainment.
Version 2009 introducerade en uppdelning av programmet i två delar, 3ds Max och 3ds Max Design, där den senare är mer anpassad för arkitektur och design. Skillnaden mellan versionerna är att 3ds Max inkluderar en SDK för utveckling av insticksmoduler (plugins) och 3ds Max Design har ett ljusanalysverktyg för användning vid exempelvis visualisering av interiörer.
Sedan 2009 har 3ds Max och andra produkter från Autodesk varit gratis för studenter via deras så kallade Education Community-program.
| Version               | Plattform | Kodnamn             | År   | Stöda operativsystem                          | Bit Version |
| --------------------- | --------- | ------------------- | ---- | --------------------------------------------- | ----------- |
| 3D Studio             | MS-DOS    | THUD                | 1990 | MS-DOS                                        | Bara 16     |
| 3D Studio 2           | MS-DOS    |                     | 1992 | MS-DOS                                        | Bara 16     |
| 3D Studio 3           | MS-DOS    |                     | 1993 | MS-DOS                                        | Bara 16     |
| 3D Studio 4           | MS-DOS    |                     | 1994 | MS-DOS                                        | Bara 16     |
| 3D Studio MAX 1.0     | Windows   | Jaguar              | 1996 | Windows 95, Windows NT 3.51, Windows NT 4.0   | Bara 32     |
| 3D Studio MAX R2      | Windows   | Athena              | 1997 | Windows 95 och Windows NT 4.0                 | Bara 32     |
| 3D Studio MAX R3      | Windows   | Shiva               | 1999 | Windows 98 och Windows NT 4.0                 | Bara 32     |
| Discreet 3dsmax 4     | Windows   | Magma               | 2000 | Windows 98, Windows ME, Windows 2000          | Bara 32     |
| Discreet 3dsmax 5     | Windows   | Luna                | 2002 | Windows 2000 och Windows XP                   | Bara 32     |
| Discreet 3dsmax 6     | Windows   | Granite             | 2003 | Windows 2000 och Windows XP                   | Bara 32     |
| Discreet 3dsmax 7     | Windows   | Catalyst            | 2004 | Windows 2000 och Windows XP                   | Bara 32     |
| Autodesk 3ds Max 8    | Windows   | Vesper              | 2005 | Windows 2000 och Windows XP                   | Bara 32     |
| Autodesk 3ds Max 9    | Windows   | Makalu              | 2006 | Windows 2000 och Windows XP                   | 32 och 64   |
| Autodesk 3ds Max 2008 | Windows   | Gouda               | 2007 | Windows XP och Windows Vista                  | 32 och 64   |
| Autodesk 3ds Max 2009 | Windows   | Johnson             | 2008 | Windows XP och Windows Vista                  | 32 och 64   |
| Autodesk 3ds Max 2010 | Windows   | Renoir              | 2009 | Windows XP och Windows Vista                  | 32 och 64   |
| Autodesk 3ds Max 2011 | Windows   | Zelda               | 2010 | Windows XP, Windows Vista och Windows 7       | 32 och 64   |
| Autodesk 3ds Max 2012 | Windows   | Excalibur / Rampage | 2011 | Windows XP, Windows Vista och Windows 7       | 32 och 64   |
| Autodesk 3ds Max 2013 | Windows   | SimCity             | 2012 | Windows XP och Windows 7                      | 32 och 64   |
| Autodesk 3ds Max 2014 | Windows   | Tekken              | 2013 | Windows 7                                     | Bara 64     |
| Autodesk 3ds Max 2015 | Windows   | Elwood              | 2014 | Windows 7 och Windows 8                       | Bara 64     |
| Autodesk 3ds Max 2016 | Windows   | Phoenix             | 2015 | Windows 7, Windows 8 och Windows 8.1          | Bara 64     |
| Autodesk 3ds Max 2017 | Windows   | Kirin               | 2016 | Windows 7, Windows 8, Windows 8.1, Windows 10 | Bara 64     |
| Autodesk 3ds Max 2018 | Windows   | Imoogi              | 2017 | Windows 7, Windows 8, Windows 8.1, Windows 10 | Bara 64     |
| Autodesk 3ds Max 2019 | Windows   | Neptune             | 2018 | Windows 7, Windows 8, Windows 8.1, Windows 10 | Bara 64     |
| Autodesk 3ds Max 2020 | Windows   | Athena              | 2019 | Windows 7, Windows 8, Windows 8.1, Windows 10 | Bara 64     |
| Autodesk 3ds Max 2021 | Windows   | Theseus             | 2020 | Windows 7, Windows 8, Windows 8.1, Windows 10 | Bara 64     |

## Inbyggda funktioner

### MAXScript
Programspråk som liknar C.

### Character Studio
Program som används vid modellering och animering av olika 3d-"varelser".

### Mental Ray
Renderingsprogram

### Reactor
Inbyggd funktion från Havok som simulerar verklighet, som gravitation och naturfenomen.

### Hair&Fur
Från och med version 8 till 3ds Max integrerad modul Hair&Fur (hår och ull) simulera hår, päls, gräs, kvistar, etc.

### MAXScript
MAXScript - är inbyggt i 3ds Max makro programmeringsspråk som ger användarna: skapa manus (manus) lagras i filer av typen * MS, som återger alla funktioner i 3ds Max, som byggandet av geometriska modeller, belysning och kamera placering, tilldelning av material, visualisering och animering av objekt i scenen, skapa ett makro som lagras i filer av typen *. MCR och beskriva egenskaperna hos de nya knapparna i verktygsfältet, skapa egna rullar kommandon bar för Utilities (Verktygsprogram) och dialogrutor har en standard för programmets gränssnitt för att skriva egna moduler arbeta med näthinnan, organisera utbyte av data med andra Windows-program genom en mekanism OLE, automatisk registrering av alla åtgärder som utförts av användaren, som en uppsättning makron.